# Eldon (Oklahoma)
Eldon – jednostka osadnicza w Stanach Zjednoczonych, w stanie Oklahoma, w hrabstwie Cherokee.